# Katharina Klafsky
Katharina Klafsky, född 1855, död 1896, var en ungersk operasångare.  
En krater på Venus har fått sitt namn efter henne. 